# 1773 Rumpelstilz
1773 Rumpelstilz је астероид главног астероидног појаса са средњом удаљеношћу од Сунца која износи 2,437 астрономских јединица (АЈ).
Апсолутна магнитуда астероида је 11,9.